# 夢の意味
「夢の意味」（ゆめのいみ）は、上田真樹の合唱組曲である。詩は林望。混声合唱版が先に発表され、のちに男声合唱、女声合唱にも編曲された。またオーケストラ編曲版もある。

## 概説
東京混声合唱団の委嘱により、2007年（平成19年）2月26日、同団の第209回定期演奏会において混声版が初演された。指揮＝山田和樹、ピアノ＝新垣隆。上田にとって合唱の世界におけるデビュー作である。林の書き下ろしの詩に作曲した。曲が完成したのは演奏会の3日前であり、山田も初演は「やるのが精いっぱい」であった。なお男声版は早稲田大学グリークラブの、女声版はNHK東京児童合唱団の委嘱による。
曲を貫くテーマは第1曲の最終節に現れる「ゆめのような/うつつのような」というくだりで、第3曲、第5曲においても繰り返し登場する。「「夢が現か」と言うけれど、「現世」は、一瞬の夢のようなものなのかもしれない。そんなことを考えながら、この作品を書いた。」と上田は述べる。
東混の委嘱曲はプロ向けの難曲、前衛曲が多く、上田は初演後「東混のコンサートに行って、なんでこんな普通の曲を聴かなきゃいけないんだ」と言われた。ところが山田は「現代曲というものに、歌うことで感動するという原点を突きつけたわけ。ひねくれた人は、東混には感動よりも斬新さを求めるかも知れない。だけど、音楽っていうのは現代音楽だろうが何だろうが、人と人の心が触れ合い、通い合い、ぶつかり合い、震えることですから。これは全然違う震えがあった金字塔的作品ですね。」と評し、この曲は演奏会以来口コミで広まっていき多くの合唱団に歌われることになった。特に大学生など若い世代の合唱団に広まっていったのは上田にとっても意外だったようで、「達観した内容の詩だから、若い人たちが歌うとは思ってなかったんです。「50代の林先生にはわかるかもしれないけど、20代の私には"これでよかったさ..."なんて言えないよ」と思いながら書いてたから。」と述べている。もっとも、決して歌いやすい曲ではなく、林は「真樹ちゃんの曲って易しそうに聞こえるけど、実際やると易しくない。『夢の意味』をちゃんと歌える合唱団はめったにないよ。（中略）聴くほうはすごく気持ちよく聴けるのに、やる方は必死。このギャップが大切ですよ。」と評している。
上田にとって本曲を作曲した2007年は転機となった年である。本曲で合唱の世界に初登場し、次作の『鎮魂の賦』が第18回朝日作曲賞を受賞したことで、一躍人気作曲家の仲間入りを果たす。また初演に携わった山田も新垣も、今日では著名な音楽家であるが、2007年当時はまだ世に名が知られてなく、この三人が集ったことは東混の団員にとっても「夢のような共演」であった。

## 曲目
全5曲からなる。
1. 朝あけに
嬰ヘ長調。
2. 川沿いの道にて
イ長調。
3. 歩いて
ニ短調。
4. 夢の意味
イ長調。
5. 夢の名残
嬰ヘ長調。

## 楽譜
全音楽譜出版社から出版されている。